# Терористична атака в Кабулі 7 серпня 2019
7 серпня 2019 року на місці пропуску біля поліцейського відділення в столиці Афганістану, Кабулі, вибухнув автомобіль. Вибух стався рано вранці, в районі, де проживають переважно шиїти в західному Кабулі. Щонайменше 14 людей загинули та 145 поранено, переважно цивільне населення. Талібан взяв на себе відповідальність за напад, посилаючись на те, що один з їх самогубців напав на "центр набору". Напад стався, коли тривали переговори між талібами та США.

## Причини
Протягом багатьох років США вели переговори з талібами про припинення війни та імовірне рішення, яке передбачає виведення американських військ до президентських виборів у 2020 році, запропонованих у липні та серпні 2019 року. Незважаючи на ці мирні переговори, таліби націлили смертників, які братимуть участь під час виборів президента Афганістану 2019 року в різних атаках, здійснених у першій половині 2019 року. Група погрожувала зірвати вибори 6 серпня, назвавши вибори "нікчемними", оскільки вони не мають легітимності.
Це не перший випадок, нападу на поліцейський відділ. У квітні 2019 року на заході Афганістану таліби здійснили масштабний напад, в якому загинуло 30 солдатів та поліцейських. Подібна подія сталася 27 липня 2019 року, коли в результаті самогубства біля штабу поліції в провінції Газні загинули троє поліцейських та 12 поранено. Місія допомоги ООН в Афганістані заявила, що липень 2019 року був найбільш смертельним в Афганістані з травня 2017 року через зростання кількості цивільних жертв.
Військова школа підготовки також служила цілью для атаки.

## Атака
Бомба підірвалася близько 9:00 ранку 7 серпня 2019 року, коли транспортний засіб підїхав до воріт штабу поліції району 6. Транспортний засіб було зупинено на пункті пропуску біля будівлі. Штаб поліції знаходився в Голаї Дау-Хана, шиїтському мікрорайоні. Головні мішені були штаб поліції та школа військової підготовки. Вибух залишив густий дим у небі і утворив великий кратер.
В результаті вибуху загинули 14 людей, серед яких чотири працівники поліції, та 145 поранені, переважно жінки та діти; 92 поранених були цивільними. Двоє з нападників загинули, проте одного заарештували. Використовувана бомба була ідентифікована як автомобільна бомба, хоча таліби стверджували, що була використана більша бомба. Напад стався за декілька днів до ісламського свята Ід Аль-Адхи. 

## Наслідки
Генеральний директор Афганістану Абдулла Абдулла засудив напад, заявивши, що він спрямований на зрив майбутніх афганських президентських виборів. Американський посланник Халілзад Залмай засудив напад.